# Ciocalypta confossa
Ciocalypta confossa är en svampdjursart som beskrevs av Hooper, Cook, Hobbs och Kennedy 1997. Ciocalypta confossa ingår i släktet Ciocalypta och familjen Halichondriidae. Inga underarter finns listade i Catalogue of Life.